# Discographie de Herbie Hancock
Herbie Hancock est un pianiste américain de jazz, compositeur et leader de groupe. Cette discographie comprend les albums enregistrés en tant que leader (51 dont 6 en public et 3 bandes son de film) et ceux réalisés en collaboration avec d'autres musiciens.

## En leader
| Enregistrement | Titre de l'album                                          | Label             | Type                                                       | Notes |
| -------------- | --------------------------------------------------------- | ----------------- | ---------------------------------------------------------- | --- |
| 1962           | Takin' Off                                                | Blue Note Records | Album studio                                               | |
| 1963           | My Point of View                                          | Blue Note         |                                                            | |
| 1963           | Inventions and Dimensions                                 | Blue Note         | Album studio                                               | |
| 1964           | Empyrean Isles                                            | Blue Note         | Album studio                                               | |
| 1965           | Maiden Voyage                                             | Blue Note         | Album studio                                               | |
| 1966           | Blow-Up                                                   | MGM               | Bande originale du film du même nom                        | |
| 1968           | Speak Like a Child                                        | Blue Note         | Album studio                                               | |
| 1969           | The Prisoner                                              | Blue Note         | Album studio                                               | |
| 1969           | Fat Albert Rotunda                                        | Warner Bros.      | Album studio                                               | |
| 1969           | Mwandishi                                                 | Warner Bros.      | Album studio                                               | |
| 1972           | Crossings                                                 | Warner Bros.      | Album studio                                               | |
| 1972           | Sextant                                                   | Columbia Records  | Album studio                                               | |
| 1973           | Head Hunters                                              | Columbia          | Album studio                                               | Au Billboard l'album s'est classé en tête de la catégorie Jazz Albums. |
| 1974           | Thrust                                                    | Columbia          | Album studio                                               | Au Billboard l'album s'est classé en tête de la catégorie Jazz Albums et 2e en R&B Albums. |
| 1974           | Death Wish                                                | Columbia          | Bande originale du film homonyme                           | |
| 1974           | Dedication                                                | Columbia          | Album studio                                               | |
| 1975           | Man-Child                                                 | Columbia          | Album studio                                               | Au Billboard l'album s'est classé en tête de la catégorie Jazz Albums. |
| 1975           | Flood                                                     | Columbia          | Album live                                                 | |
| 1976           | Secrets                                                   | Columbia          | Album studio                                               | Au Billboard l'album s'est classé en tête de la catégorie Jazz Albums. |
| 1976           | V.S.O.P. (en)                                             | Columbia          | Album live                                                 | |
| 1977           | Herbie Hancock Trio (en)                                  | Columbia          | Album studio                                               | |
| 1977           | VSOP: The Quintet                                         | Columbia          | Album live                                                 | |
| 1977           | VSOP: Tempest in the Colosseum (en)                       | Columbia          | Album studio                                               | |
| 1978           | Sunlight (en)                                             | Columbia          | Album studio                                               | |
| 1978           | Directstep (en)                                           | Columbia          | Album studio                                               | |
| 1978           | An Evening With Herbie Hancock And Chick Corea in Concert | Columbia          | Album live                                                 | Avec Chick Corea |
| 1978           | The Piano                                                 | Columbia          | Album studio                                               | |
| 1978           | Feets, Don't Fail Me Now                                  | Columbia          | Album studio                                               | |
| 1979           | VSOP: Live Under the Sky (en)                             | Columbia          | Album live                                                 | |
| 1980           | Monster                                                   | Columbia          | Album studio                                               | |
| 1980           | Mr. Hands                                                 | Columbia          | Album studio                                               | |
| 1981           | Magic Windows                                             | Columbia          | Album studio                                               | |
| 1981           | Quartet                                                   | Columbia          | Album studio                                               | |
| 1982           | Herbie Hancock Trio (en)                                  | Columbia          | Album studio                                               | |
| 1982           | Lite Me Up                                                | Columbia          | Album studio                                               | |
| 1983           | Future Shock                                              | Columbia          | Album studio                                               | Grammy Awards dans la catégorie Best R&B Instrumental Performance (orchestra, group or soloist) pour le morceau Rockit. |
| 1984           | Sound-System                                              | Columbia          | Album studio                                               | Grammy Awards dans la catégorie Best R&B Instrumental Performance (orchestra, group or soloist) pour l'album. |
| 1985           | Village Life (en)                                         | Columbia          | Enregistré en public avec Foday Musa Suso.                 | |
| 1986           | Round Midnight (soundtrack) (en)                          | Columbia          | Bande originale du film du même nom de Bertrand Tavernier. | |
| 1986           | Jazz Africa (en)                                          | Polygram          | Enregistré en public avec Foday Musa Suso.                 | |
| 1988           | Perfect Machine                                           | Columbia          | Album studio                                               | |
| 1994           | A Tribute to Miles                                        | Qwest             | Album studio                                               | Avec Ron Carter, Tony Williams, Wallace Roney, Wayne Shorter... Grammy Awards pour l'album dans la catégorie Best Instrumental Jazz Performance, Individual or Group. |
| 1994           | Dis Is Da Drum                                            | Verve Records     | Album studio                                               | |
| 1995           | The New Standard                                          | Verve             | Album studio                                               | Grammy Awards pour le morceau Manhattan (Island of Lights and Love) dans la catégorie Best Instrumental Composition (other than Jazz). |
| 1997           | 1 + 1                                                     | Verve             | Album studio                                               | Enregistré en duo avec le saxophoniste Wayne Shorter |
| 1998           | Gershwin's World                                          | Verve             | Album studio                                               | Grammy Awards pour l'album dans la catégorie Best Instrumental Jazz Performance, Individual or Group ainsi que pour le morceau St. Louis Blues, catégorie Best Instrumental Arrangement Accompanying Vocalist(s)/Best Background Arrangement. Au Billboard l'album s'est classé en tête de la catégorie Top Jazz Albums. |
| 2001           | Future 2 Future                                           | Transparent Music | Album studio                                               | |
| 2002           | Directions in Music: Live at Massey Hall (en)             | Verve             | Album live                                                 | Album de Hancock, Roy Hargrove et Michael Brecker enregistré en public. Grammy Awards dans la catégorie Best Jazz Instrumental Album, Individual or Group ainsi que Best Jazz Instrumental Solo pour le morceau My Ship.                                                                                                 |
| 2005           | Possibilities                                             | Vector            | Album studio                                               | |
| 2007           | River: The Joni Letters                                   | Verve             | Album studio                                               | Remporte deux Grammy Awards : Album Of The Year et Best Contemporary Jazz Album. |
| 2010           | The Imagine Project                                       | Hancock           | Album studio                                               | |

## Principales collaborations
| Enregistrement | Leader                | Titre de l'album                                  | Label et notes |
| -------------- | --------------------- | ------------------------------------------------- | --- |
| 1961           | Donald Byrd           | Chant                                             | Blue Note Records. |
| 1961           | Donald Byrd           | Royal Flush                                       | Blue Note |
| 1961           | Donald Byrd           | Free Form                                         | Blue Note |
| 1962           | Bob Brookmeyer        | Bob Brookmeyer and Friends                        | Columbia |
| 1962           | Freddie Hubbard       | Hub-Tones                                         | Blue Note |
| 1962           | Grant Green           | Goin' West                                        | Blue Note |
| 1962           | Grant Green           | Feelin' the Spirit                                | Blue Note |
| 1963           | Kenny Dorham          | Una Mas                                           | Blue Note |
| 1963           | Donald Byrd           | A New Perspective                                 | Blue Note |
| 1963           | Miles Davis           | Seven Steps to Heaven                             | Columbia |
| 1963           | Miles Davis           | Miles In Europe                                   | Sony BMG |
| 1963           | Blue Mitchell         | Step Lightly                                      | Blue Note |
| 1963           | Hank Mobley           | No Room for Squares                               | Blue Note |
| 1964           | Lee Morgan            | Search for the New Land                           | Blue Note |
| 1964           | Stanley Turrentine    | In Memory Of                                      | Blue Note |
| 1964           | Tony Williams         | Life Time                                         | Blue Note |
| 1964           | Sonny Rollins         | Now's the Time                                    | RCA Victor Records |
| 1964           | Jackie McLean         | It's Time                                         | Sony BMG |
| 1964           | Grachan Moncur III    | Some Other Stuff                                  | Blue Note |
| 1964           | Wayne Shorter         | Speak No Evil                                     | Blue Note |
| 1965           | Miles Davis           | My Funny Valentine                                | Columbia |
| 1965           | Miles Davis           | ESP                                               | Columbia |
| 1965           | Stanley Turrentine    | Joyride                                           | Blue Note |
| 1965           | Tony Williams         | Spring                                            | Blue Note |
| 1965           | Sam Rivers            | Contours                                          | Blue Note |
| 1965           | Bobby Hutcherson      | Components                                        | Blue Note |
| 1965           | Lee Morgan            | Cornbread                                         | Blue Note |
| 1966           | Wayne Shorter         | Adam's Apple                                      | Blue Note |
| 1966           | Bobby Hutcherson      | Happenings                                        | Blue Note |
| 1966           | Miles Davis           | Miles Smiles                                      | Columbia |
| 1967           | Wayne Shorter         | Schizophrenia                                     | Blue Note |
| 1967           | Lee Morgan            | Standards                                         | Blue Note |
| 1967           | Miles Davis           | Sorcerer                                          | Columbia |
| 1967           | Miles Davis           | Nefertiti                                         | Columbia |
| 1967           | Lee Morgan            | The Procrastinator                                | Blue Note |
| 1967           | Bobby Hutcherson      | Oblique                                           | Blue Note |
| 1968           | Miles Davis           | Miles in the Sky                                  | Columbia |
| 1968           | Miles Davis           | Filles de Kilimanjaro                             | Columbia |
| 1968           | Miles Davis           | Water Babies                                      | Columbia |
| 1969           | Miles Davis           | In a Silent Way                                   | Columbia |
| 1969           | Joe Henderson         | Power to the People                               | Milestone Records |
| 1969           | Charles Tolliver      | Paper Man                                         | Black Lion |
| 1970           | Miles Davis           | A Tribute to Jack Johnson                         | Columbia |
| 1970           | Miles Davis           | Live-Evil                                         | Columbia |
| 1970           | Paul Desmond          | Bridge Over Troubled Water                        | A&M |
| 1970           | Freddie Hubbard       | Red Clay                                          | CTI Records |
| 1970           | Freddie Hubbard       | Straight Life                                     | CTI |
| 1972           | Miles Davis           | On the Corner                                     | Columbia |
| 1972           | Miles Davis           | Big Fun                                           | Columbia |
| 1972           | Milt Jackson          | Sunflower                                         | CTI Records |
| 1972           | Joe Farrell           | Moon Germs                                        | CTI |
| 1973           | Joe Farrell           | Penny Arcade                                      | CTI |
| 1974           | Joe Farrell           | Upon This Rock                                    | CTI |
| 1974           | Wayne Shorter         | Native Dancer                                     | Columbia |
| 1974           | Miles Davis           | Get Up with It                                    | Columbia |
| 1975           | Lesley Gore           | Love Me By Name                                   | A&M |
| 1976           | Jaco Pastorius        | Jaco Pastorius                                    | Epic Records |
| 1976           | Stevie Wonder         | Songs in the Key of Life                          | Motown |
| 1978           | Joe Farrell           | Night Dancing                                     | Warner Bros. |
| 1978           | Quincy Jones          | Sounds...and Stuff Like That!!                    | A&M |
| 1978           | Tony Williams         | The Joy of Flying                                 | Columbia |
| 1979           | Joni Mitchell         | Mingus                                            | Elektra Records |
| 1979           | Michel Colombier      | Michel Colombier                                  | Chrysalis Records |
| 1985           | Dexter Gordon         | The Other Side of Round Midnight                  | Blue Note. Grammy Awards dans la catégorie Best Instrumental Composition (other than Jazz) pour le morceau Call Sheet Blues.    |
| 1990           | Jack DeJohnette       | Parallel Realities                                | MCA. Avec aussi le guitariste Pat Metheny                                                                                       |
| 1994           | Joe Henderson         | Double Rainbow: The Music of Antonio Carlos Jobim | Columbia |
| 1995           | Wayne Shorter         | Et Cetera                                         | Blue Note |
| 1996           | Ron Carter            | Third Plane                                       | Columbia |
| 2002           | Joni Mitchell         | Travelogue                                        | Nonesuch Records |
| 2002           | Terri Lyne Carrington | Jazz is a Spirit                                  | Act Records |
| 2004           | Marcus Miller         | M²                                                | Telarc |
| 2006           | Lena Horne            | Seasons of a Life                                 | Blue Note |
| 2014           | Donald Byrd           | Out of this World                                 | West Wind Records. Album de Donald Byrd et du Pepper Adams Quintet avec Hancock au piano. Enregistré en 1961 mais paru en 1994. |
| 2022           | Domi et JD Beck       | Not Tight (en)                                    | (Apeshit/Blue Note) (sur un titre)                                                                                              |

### Sources principales
- (en) Herbie Hancock Discography, liste des albums de l'artiste, sur allmusic.com. Consulté en mars 2011.
- (en) Herbie Hancock, discographie sur herbiehancock.com. Consulté en mars 2011.
- p. 231-233 (en) Vladimir Bogdanov, All music guide to electronica : the definitive guide to electronic music, Londres, Backbeat Books, 2001, 688 p. (ISBN 0-87930-628-9 et 9780879306281).